# Pyrausta maenialis
Pyrausta maenialis is een vlinder van de familie van de grasmotten (Crambidae). De wetenschappelijke naam van deze soort is voor het eerst voorgesteld als Ennychia maenialis door Charles Oberthür in een publicatie uit 1894.
De soort komt voor in Tibet.